# Tiglatpalasar

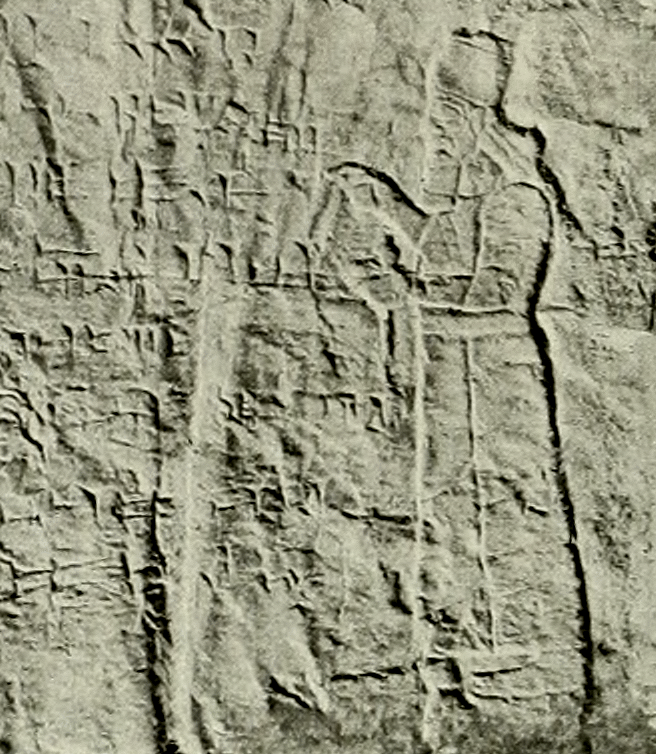
Regele Tiglatpalasar I

Tiglatpalasar I a fost un rege asirian (aproximativ 1115 – 1076 î.Hr.). 
Sub domnia regelui Tiglatpalasar I, hotarele imperiului atingeau Golful Persic și Marea Mediterană, devenind principala putere a Orientului Mijlociu.
Încă de la începutul domniei s-a dovedit a fi un mare comandant militar, reușind să obțină o strălucită victorie asupra triburilor muski, aliate cu triburile gasga, triburi ce amenințau statul asirian din partea nordică. O armată a acestora, de 20.000 de soldați, care a atacat cetatea Ninive, a fost înfrântă. În urma acestei acțiuni Tiglatpalasar a luat 6.000 de prizonieri. Izvoarele istorice menționează faptul că în urma unor acțiuni militare împotriva huriților, Tiglatpalasar a obligat 23 de conducători locali să-i plătească tribut. Alte campanii militare extrem de violente au fost îndreptate asupra triburilor arameice din zona siriană, precum și în teritoriile de până la țărmurile Mării Mediterane. Deși a dorit să controleze complet Babilonia, puternicul stat rival nu a putut să fie ținut în orbita asiriană.
Tiglatpalasar I nu a rămas în istoria asiriană doar prin acțiuni războinice, ci și prin dezvoltarea culturii și întărirea economiei țării. A înființat una din primele grădini botanice din lume, în care a adus flori din zonele unde au avut loc expedițiile militare.
Apoi a ordonat refacerea palatului regal din  capitala Assur și a zidurilor din jurul cetăților Assur și Ninive. Apoi tot în domeniul cultural a înființat una din primele biblioteci din istorie, situată în fața templului din Assur.
Lunga sa domnie marchează perioada de prosperitate pe care o va avea statul asirian până la prăbușirea sa.